# Omar Ghalawanji
Omar Ghalawanji, né en 1954, est un homme d'État syrien. Ministre de l'Administration locale, il est nommé Premier ministre par intérim par le président Bachar el-Assad le 6 août 2012, après la défection de Riad Hijab.